# Pimelea buxifolia
Pimelea buxifolia är en tibastväxtart som beskrevs av Joseph Dalton Hooker. Pimelea buxifolia ingår i släktet Pimelea och familjen tibastväxter. Inga underarter finns listade i Catalogue of Life.